# Drets del col·lectiu LGBT a Moçambic

Mapa de Moçambic

Aquest és un articles sobre els drets LGBT a Moçambic. Les persones lesbianes, gais, bisexuals i transsexuals a Moçambic poden fer front als reptes legals que no experimenten els residents no LGBT. L'activitat sexual amb persones del mateix sexe és legal a Moçambic sota el nou Codi Penal que va entrar en vigor el juny de 2015. La discriminació en el treball basada en l'orientació sexual ha estat il·legalitzada en 2007.

## Legalitat de l'activitat sexual entre persones del mateix sexe
Fins a la promulgació del nou Codi Penal, la situació jurídica de l'activitat sexual entre persones del mateix sexe era ambigua a Moçambic. El març de 2011, el Ministre de Justícia va declarar durant l'Examen Periòdic Universal del Consell de Drets Humans de l'ONU que l'homosexualitat no era un delicte a Moçambic. No obstant això, el Codi Penal contenia un delicte de "pràctiques contra natura". Segons l'ILGA, aquesta clàusula podria ser interpretada potencialment que incloïa l'activitat sexual entre persones del mateix sexe masculí i femení, tot i que no se sabia en quina mesura es va fer complir la llei. De fet, els informes estableixen que la incidència de l'aplicació de la llei contra el col·lectiu LGBT ha estat gairebé nul·la.
En desembre de 2014 el president Armando Guebuza va aprovar el nou Codi Penal que no conté cap disposició sobre l'activitat sexual entre persones del mateix sexe. Fou publicat en el diari oficial del país el 31 de desembre de 2014 i entrà en vigor 180 dies més tard (30 de juny de 2015).

## Reconeixement de les relacions entre el mateix sexe
Moçambic no proporciona cap forma de reconeixement a les relacions entre el mateix sexe, tot i que hi ha peticions de matrimoni homosexual i unió de fet des de 2006.

## Protecció contra la discriminació
En la mateixa línia que la majoria d'altres excolònies portugueses d'Àfrica, s'informa que Moçambic és un dels països més tolerants a l'Àfrica vers gais i lesbianes. Tot i que el Govern ha informat bastant poc sobre els drets LGBT, tot el que s'ha dit ha estat positiu. És un dels pocs països d'Àfrica per ofereix protecció contra qualsevol forma de discriminació a homosexuals, lesbianes i bisexuals, que ha estat en vigor des de 2007. Les protestes per aquesta legislació s'havien produït només un any abans, provocant una resposta raonablement ràpida pel govern.
L'article 4 de la Llei Laboral 23/2007 preveu la "no discriminació per motius d'orientació sexual, raça o condició de VIH/SIDA". L'article 5 de la llei atorga als treballadors el dret a la intimitat, en relació amb "les vides privades i personals dels empleats, com ara la seva vida familiar, les relacions personals, vida sexual, estat de salut i les seves conviccions polítiques i religioses." L'article 108 de la llei estableix que "tots els empleats, ja siguin nacionals o estrangers, sense distinció de sexe, orientació sexual, […] tenen dret a rebre un salari, i a gaudir dels beneficis igual per igual treball".

## Opinió pública
Una enquesta de setembre 2013 a persones de les ciutats de Maputo, Beira i Nampula va oferir nivells moderats de suport al reconeixement legal de les parelles del mateix sexe i drets de paternitat:
|                                                | Maputo | Beira | Nampula |
| ---------------------------------------------- | ------ | ----- | ------- |
| Igualtat de drets per les parelles homosexuals | 42,7%  | 32,0% | 47,2%   |
| Matrimoni homosexual                           | 37,0%  | 17,9% | 28,2%   |
| Adopció homosexual                             | 49,5%  | 40,2% | 44,9%   |

Una enquesta de l'Afrobaròmetre de 2016 va apuntar que el 56% dels moçambiquesos aprovaria o no li molestaria el fet de tenir un veí homosexual. Moçambic és un dels únics quatre països sondejats amb una majoria a favor; els altres són Cap Verd (74%), Sud-àfrica (67%) i Namíbia (55%).

## Condicions de vida
Els crims d'odi i la violència adreçades a la comunitat LGTB són rars a Moçambic, al contrari que en altres països africans. No obstant això, la discriminació no és desconeguda.
Una figura notable que s'ha pronunciat a favor dels drets LGBT a Moçambic i a la resta d'Àfrica és l'ex president Joaquim Chissano qui també va parlar amb altres líders africans per aturar lleis que impedeixen els drets LGBT a Àfrica.
Lambda, un grup local de drets LGBT, ha sol·licitat ser registrada com a organització no governamental des de l'any 2008. Un procés que sol durar sis setmanes. El 2010, després de ser ignorat pel Ministeri de Justícia durant dos anys, el grup va portar el seu cas davant la Nacions Unides, apel·lant a l'Alta Comissió per als Drets Humans que actués sobre la violació del seu dret d'associació. El Consell de Drets Humans de l'ONU ha estat demanant a Moçambic que registri Lambda des de l'any 2011. Pel gener de 2016 el grup encara no s'havia pogut registrat.

## Taula resum
| Activitat sexual legal amb el mateix sexe                     | (Des de 2015) |
| Mateixa edat de consentiment                                  | (Des de 2015) |
| Lleis antidiscriminació a la feina                            | (des de 2007) |
| Lleis antidiscriminació en la prestació de béns i serveis     | No            |
| Matrimoni del mateix sexe                                     | No            |
| Lleis antidiscriminació en el discurs de l'odi i la violència | No            |
| Reconeixement de les parelles del mateix sexe                 | No            |
| Adopció de fillastres per parelles del mateix sexe            | No            |
| Adopció conjunta per parelles del mateix sexe                 | No            |
| Prestació de servei militar per gais i lesbianes              | No            |
| Dret legal a canviar de gènere                                |               |
| Accés a la fecundació in vitro per lesbianes                  | No            |
| Subrogació comercial per a parelles d'homes homosexuals       | No            |
| Permís per donar sang als MSMs                                | No            |